# Aglaophenia curvidens
Aglaophenia curvidens är en nässeldjursart som beskrevs av John Fraser 1937. Aglaophenia curvidens ingår i släktet Aglaophenia och familjen Aglaopheniidae. Inga underarter finns listade i Catalogue of Life.